# Berlin-Malchow
Malchow [ˈmalçoː] ist ein Ortsteil im Berliner Bezirk Lichtenberg. Der 1985 von Malchow abgetrennte und seit der Verwaltungsreform 2001 so bezeichnete Ortsteil Stadtrandsiedlung Malchow liegt hingegen im angrenzenden Bezirk Pankow.

## Geographie
Malchow liegt im Nordwesten des Bezirks Lichtenberg und grenzt an die Ortsteile Stadtrandsiedlung Malchow, Wartenberg und Neu-Hohenschönhausen.
Der Torfstich, der Malchower See und der Hechtgraben bilden den Wasserreichtum des Ortsteils. Der Malchower See dient auch als Angelgewässer.

## Geschichte

### Beginn der Besiedlung bis zum Mittelalter
Bereits in der Mittelsteinzeit (um 5000 v. Chr.) nutzten Jäger, Sammler und Fischer das Gebiet um Malchow als Rastplatz. Aufgrund des Fischreichtums und der fruchtbaren Böden begann fortan die Besiedlung. Das bezeugen archäologische Funde wie Feuersteingeräte und herzförmige Pfeilspitzen. In der jüngeren Bronzezeit (ca. 1200 v. Chr.) wurde das Gebiet dann intensiver besiedelt und genutzt. Auch aus der vorrömischen Eisenzeit und dem slawischen Frühmittelalter stammen Funde von Malchower Boden.
Während des 13. Jahrhunderts gründeten deutsche Bauern das Dorf Malchow, vermutlich um 1230, wie die meisten Dörfer im Berliner Raum auf dem Barnim. Ihr relativ sorgfältig gequadertes Feldsteinmauerwerk zeigt, dass die frühgotische Dorfkirche in der zweiten Hälfte des 13. Jahrhunderts erbaut wurde (1945 durch Wehrmachtsangehörige gesprengt). 1344 wurde der Ort Malchow in einer Schenkungsurkunde von Ludwig dem Älteren (Markgraf von Brandenburg) erstmals als Malchowe erwähnt. Im Landbuch Karls IV. von 1375 wurde das Dorf mit 52 Hufen erwähnt, davon vier Pfarrhufen. Es hatte einen Krug (taberna). Im Dorf wohnten neben den Hufenbauern 28 Kossäten. Bereits vor 1375 war das Dorf im Besitz des Malchower Nebenzweigs des Adelsgeschlechts von Barfus. Sie verkauften es 1684 an Paul von Fuchs, einen brandenburgisch-preußischen Staatsminister.

### Erweiterung im 17. Jahrhundert

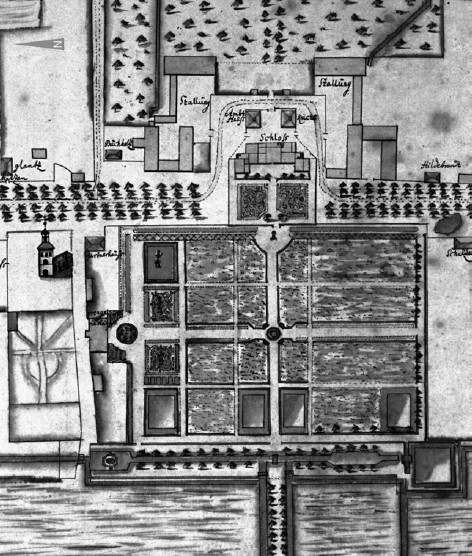
Karte des Malchower Gutshofes mit Lustgarten und Orangerie um 1750

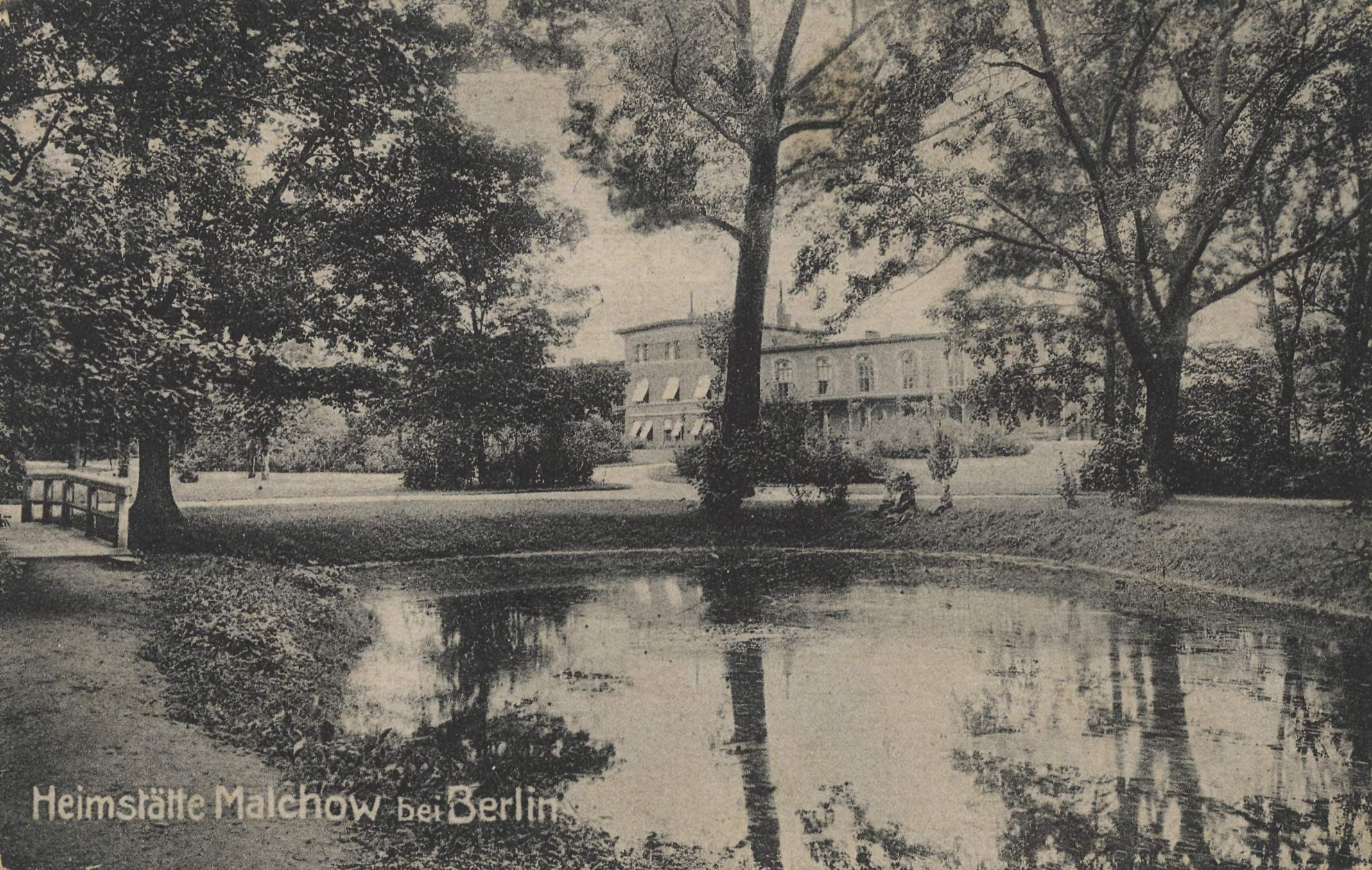
Heimstätte Malchow: vermutlich eine frühere Lungenheilanstalt aus dem Jahr 1887

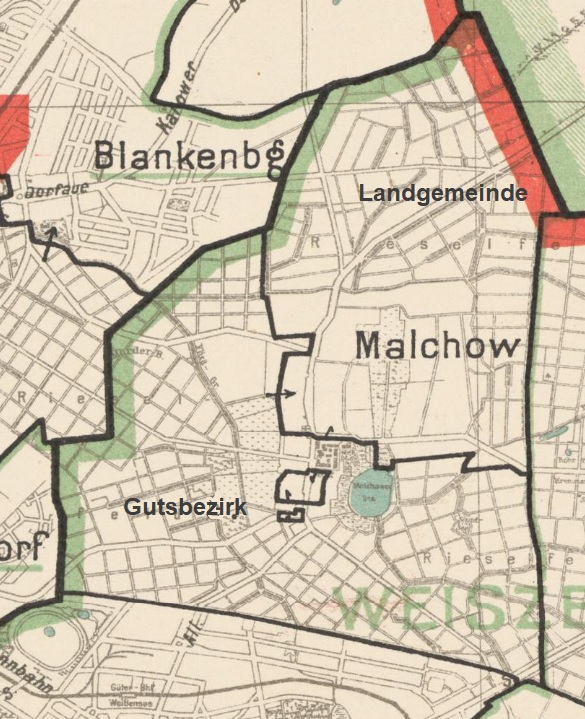
Gemeinde und Gutsbezirk Malchow in den Grenzen von 1919

Im Dreißigjährigen Krieg lagerten im Jahr 1629 die kaiserlichen Regimenter unter Wallenstein in Malchow. Der Ort erhielt im Jahr 1642 eine Schmiede und eine Bockwindmühle. Paul von Fuchs tauschte 1684 seinen Blankenburger Besitz gegen das Malchower Gut. Die nachfolgenden Jahre werden als Malchows Blütezeit bezeichnet, da Paul von Fuchs den Ort zu seinem „Edelsitz“ ausbaute. Unter seiner Führung wurde ein Predigerwitwen- und Waisenhaus errichtet und die Kirche erneuert. Im 18. Jahrhundert erwarben nacheinander König Friedrich I. und dann Christian Ludwig von Brandenburg-Schwedt das Gut. Neben dem Anlegen von neuen Alleen wurde auch der Lustgarten erweitert. 
Ab 1734 wurde Malchow von Niederschönhausen verwaltet, bis es – nachdem es im 19. Jahrhundert noch einmal unter privater Führung stand – 1882 von der Stadt Berlin erworben wurde, die große Flächen als Rieselfelder nutzte. Zu dieser Zeit begann gezielte Zucht von Speisefischen im Malchower See, die bis in die 1960er Jahre betrieben wurde.

### Malchow als Ortsteil Berlins
Die Landgemeinde und der Gutsbezirk Malchow wurden 1920 nach Groß-Berlin eingemeindet und dem Bezirk Weißensee zugeordnet. Ende der 1920er Jahre bekam der Ort eine Omnibusverbindung nach Weißensee und rückte so näher an die Stadt Berlin heran. In den 1930er Jahren expandierte Malchow durch die Entstehung der Siedlung Margaretenhöhe und der von den Niles-Werken errichteten Niles-Siedlung südöstlich des Malchower Sees.
Um 1955 wurde das frühere Gut in Malchow in Volkseigentum umgewandelt. Das Volkseigene Gut (VEG) Malchow diente nun der Futterproduktion. Durch die Abspaltung des neuen Bezirks Hohenschönhausens von Bezirk Weißensee im Jahr 1985 wurde Malchow aufgeteilt. Der Dorfkern sowie die Siedlung Margaretenhöhe gehörten seitdem zum Stadtbezirk Hohenschönhausen, der westliche Teil Malchows mit der Stadtrandsiedlung verblieb dagegen im Stadtbezirk Weißensee.

### Malchow ab 1990
Seit der Bezirksreform im Jahr 2001 und der daraus resultierenden Auflösung der Bezirke Hohenschönhausen und Weißensee gehört Malchow zum Bezirk Lichtenberg, die Stadtrandsiedlung zum Bezirk Pankow. Die Grenzen von Malchow wurden ebenfalls neu geschnitten; die Siedlung Margaretenhöhe wurde dem Ortsteil Wartenberg und die Niles-Siedlung dem Ortsteil Neu-Hohenschönhausen zugeschlagen. Nach der Einwohnerzahl ist Malchow mit 643 Einwohnern (Stand: 31. Dezember 2020) der kleinste der 97 Ortsteile Berlins.

## Bevölkerung
| Jahr | Einwohner |
| ---- | --------- |
| 1858 | 0.446     |
| 1871 | 0.498     |
| 1890 | 0.736     |
| 1900 | 0.874     |
| 1910 | 0.821     |
| 1919 | 0.844     |
| 1925 | 0.812     |
| 1935 | 2.239     |
| 1939 | 3.179     |
| 1946 | 3.968     |
| 1950 | 4.013     |
| 1963 | 2.814     |

| Jahr | Einwohner |
| ---- | --------- |
| 2007 | 470       |
| 2010 | 488       |
| 2015 | 560       |
| 2020 | 643       |
| 2021 | 602       |
| 2022 | 615       |
| 2023 | 623       |
| 2024 | 612       |

Quelle ab 2007: Statistischer Bericht A I 5. Einwohnerregisterstatistik Berlin. Bestand – Grunddaten. 31. Dezember. Amt für Statistik Berlin-Brandenburg (jeweilige Jahre)
Die Einwohnerzahlen bis 1919 umfassen die Landgemeinde und den Gutsbezirk Malchow. Die Einwohnerzahlen von 1925 bis 1963 beziehen sich auf den damaligen Ortsteil Malchow, zu dem auch der heutige Ortsteil Stadtrandsiedlung Malchow sowie die Niles-Siedlung (heute zu Neu-Hohenschönhausen) und die Siedlung Margaretenhöhe (heute zu Wartenberg) gehörten.

## Sehenswürdigkeiten

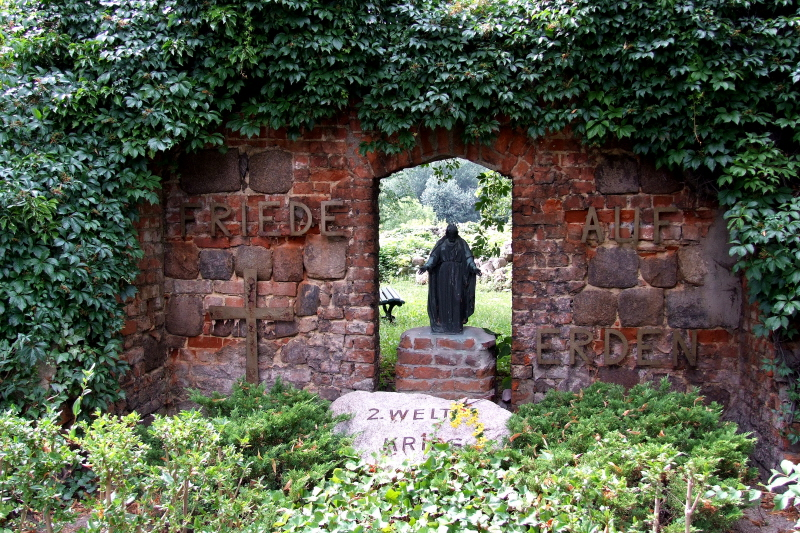
Gedenkstätte in den Ruinenresten der Dorfkirche Malchow

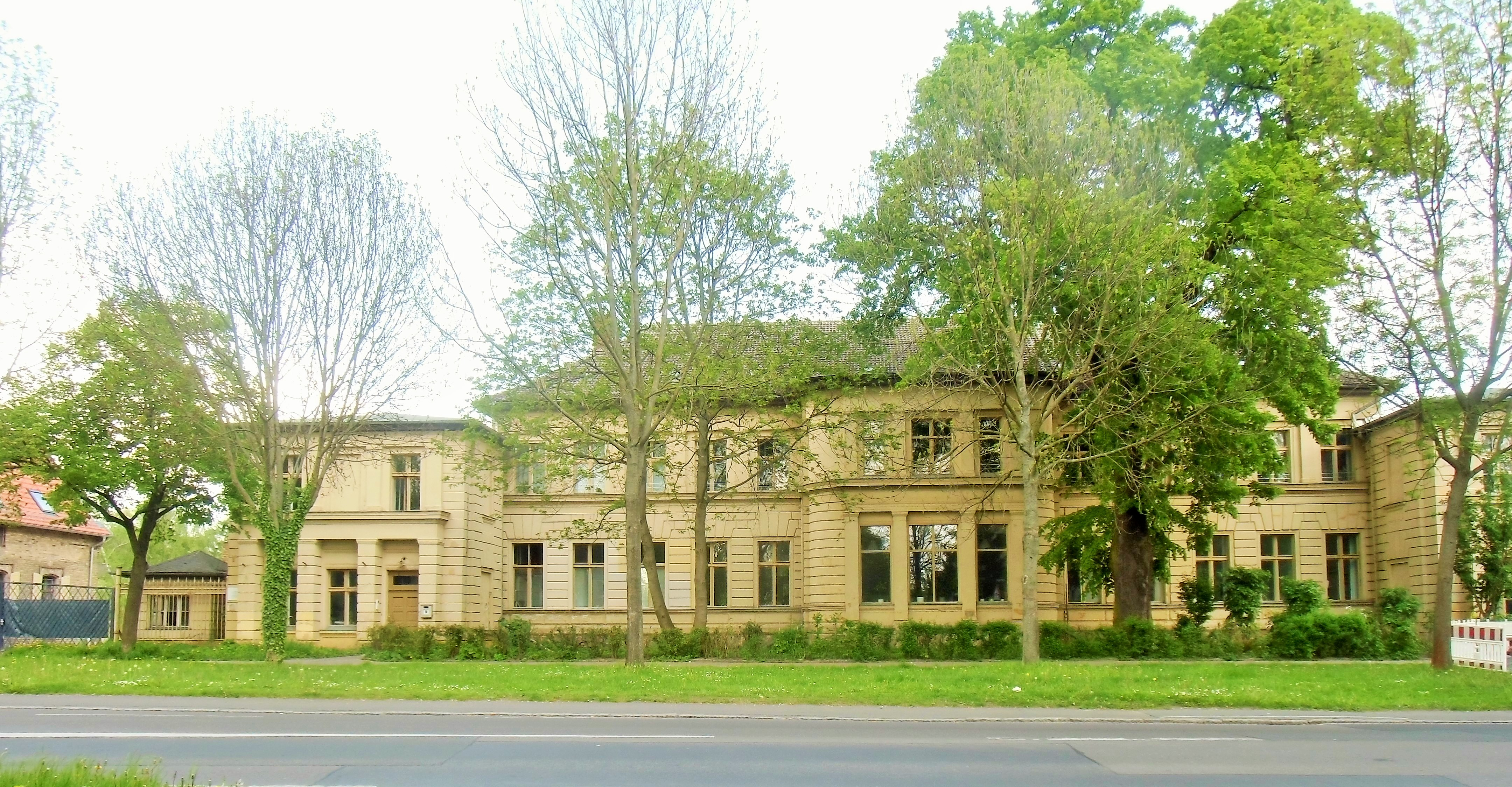
Herrenhaus des Gutshofes Malchow

- Ruine der Dorfkirche Malchow im alten Dorfzentrum, stammte aus dem 13. Jahrhundert. Sie wurde im Zweiten Weltkrieg vollkommen zerstört und ist nicht wieder aufgebaut worden. Erhalten sind noch einige Reste der Umfassungsmauern. In der Ruine stehen einige Inschriftgrabsteine der Pfarrerfamilie Neander vom Ende des 17. Jahrhunderts.
- Ehemaliges Malchower Herrenhaus an der Dorfstraße 9. Es war von 1682 bis 1705 im Besitz des Ministers Paul von Fuchs, der es zu einer barocken, schlossähnlichen Anlage umgestaltete.[6] In der Folgezeit wurden zahlreiche Veränderungen durchgeführt. Der zweigeschossige Putzbau mit zwei pavillonartigen Seitenflügeln erhielt seine heutige Gestalt 1865 bis 1866 im Stil der Schinkel-Nachfolge.[7] Von 1951 bis 2004 wurde das Gebäude von der landwirtschaftlich-gärtnerischen Fakultät der Humboldt-Universität genutzt.[8] Der westlich des Schlosses angelegte barocke Lustgarten ist nur noch in Ansätzen erkennbar.
- Zahlreiche Gutsarbeiterhäuser des ausgehenden 19. Jahrhunderts.
- Naturschutzgebiet Malchower Aue, liegt etwas abseits des Sees. Es ist als Brut- und Durchzugsgebiet für Vögel als auch für die Erhaltung heimischer Amphibienarten von Bedeutung. Das Luch an der Margaretenhöhe ist ein Moorgebiet.
- Landschaftsschutzgebiet Wartenberger und Falkenberger Feldflur mit dem Malchower See.[9]
- Naturschutzstation, organisiert das jährlich stattfindende Storchenfest.[10]

## Verkehr
Malchow wird in Nord-Süd-Richtung von der Bundesstraße 2 durchquert, die eine schnelle Anbindung der Berliner Innenstadt sowie von Bernau in Brandenburg ermöglicht. Von ihr abzweigend führt der Blankenburger Pflasterweg nach Blankenburg und der Wartenberger Weg nach Wartenberg. 
Zwei Buslinien befahren den Ortsteil.

## Bildung
- Grundschule im Grünen mit einem Kinderbauernhof, genannt Knirpsenfarm[11]

## Persönlichkeiten des Ortsteils
- Paul von Fuchs (1640–1704), brandenburgisch-preußischer Minister, Gutsbesitzer in Malchow
- Martin Hosemann (1876–1928), Vizeadmiral der Reichsmarine, in Malchow geboren
- Paul Gerhard Hosemann (1879–1958), Chirurg, in Malchow geboren
- Max Naujocks (1894–1963), Gerechter unter den Völkern, lebte in Malchow
- Erich Oese (1926–2012), Pferdesporttrainer im Reit- und Fahrverein Kleeblatt in Malchow